# Clopotiva, Hunedoara
Clopotiva este un sat în comuna Râu de Mori din județul Hunedoara, Transilvania, România.
Satul Clopotiva se află așezat în sud-vestul depresiunii Hațegului, la doar 18 kilometri de Hațeg. Este atestat documentar încă din anul 1360.

## Monumente istorice
- Biserica „Cuvioasa Paraschiva”
- Biserica „Sfântul Ioan Botezătorul”

## Imagini

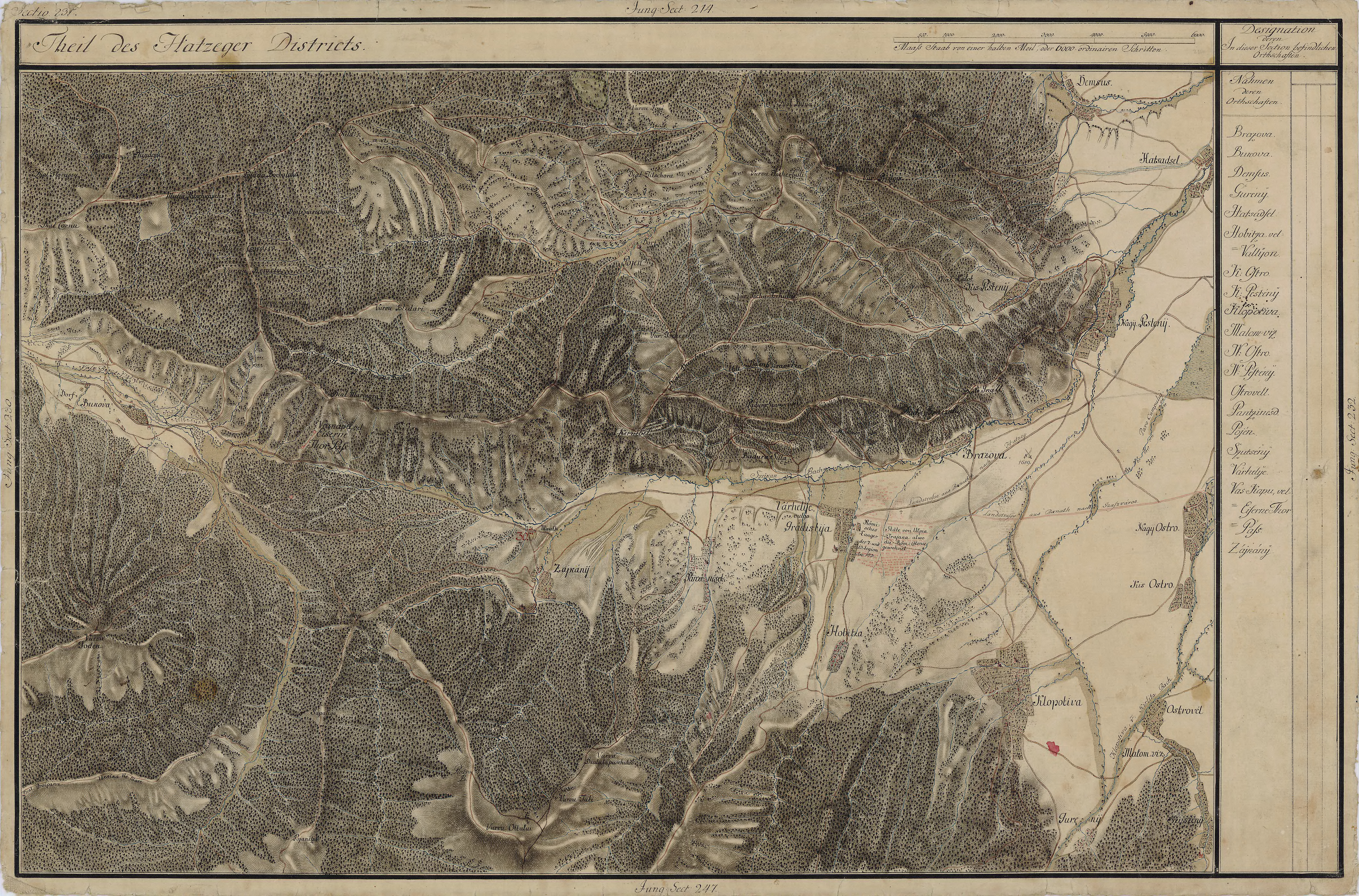
Clopotiva în Harta Iosefină a Transilvaniei, 1769-1773
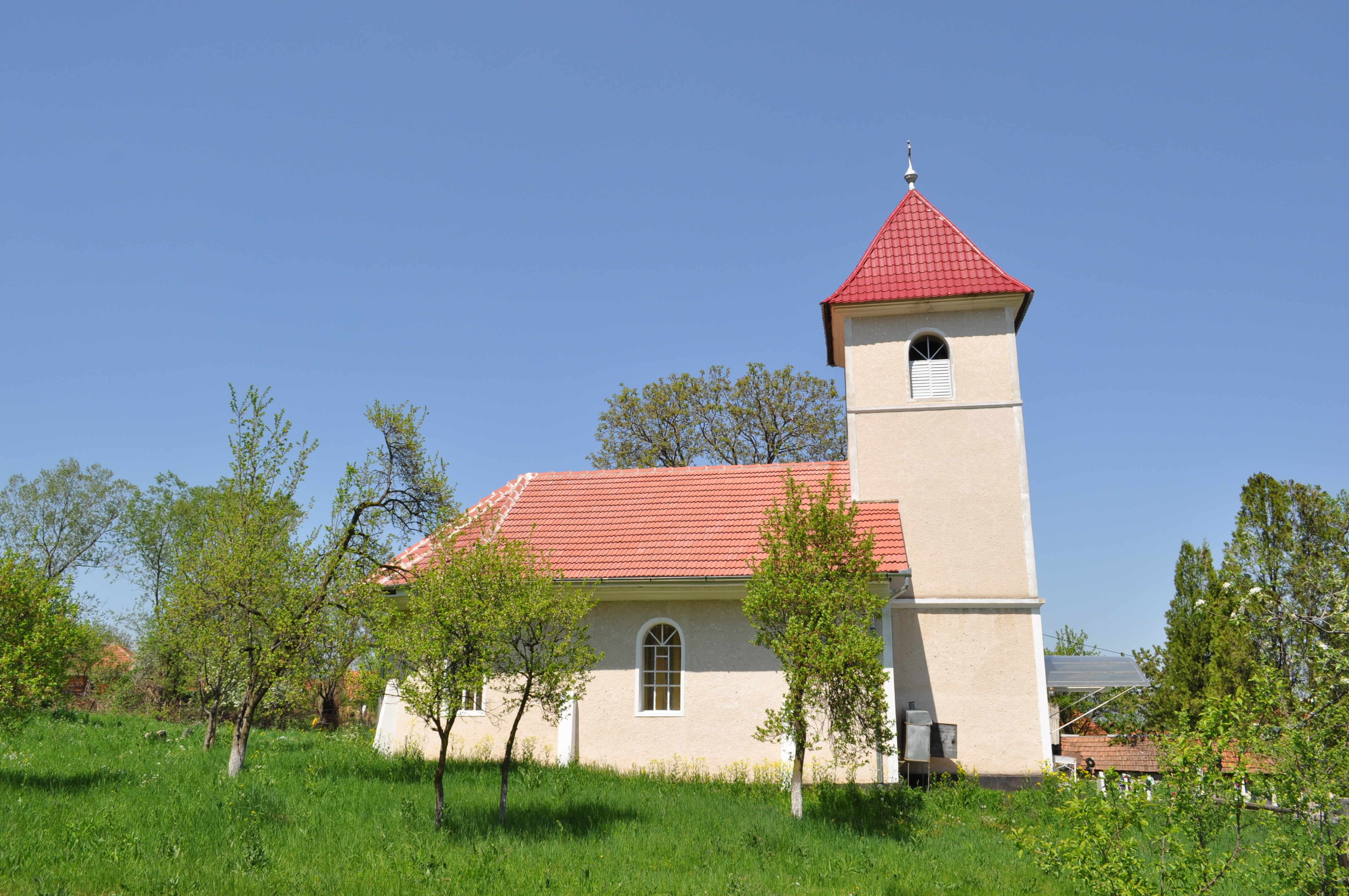
Biserica „Cuvioasa Paraschiva”
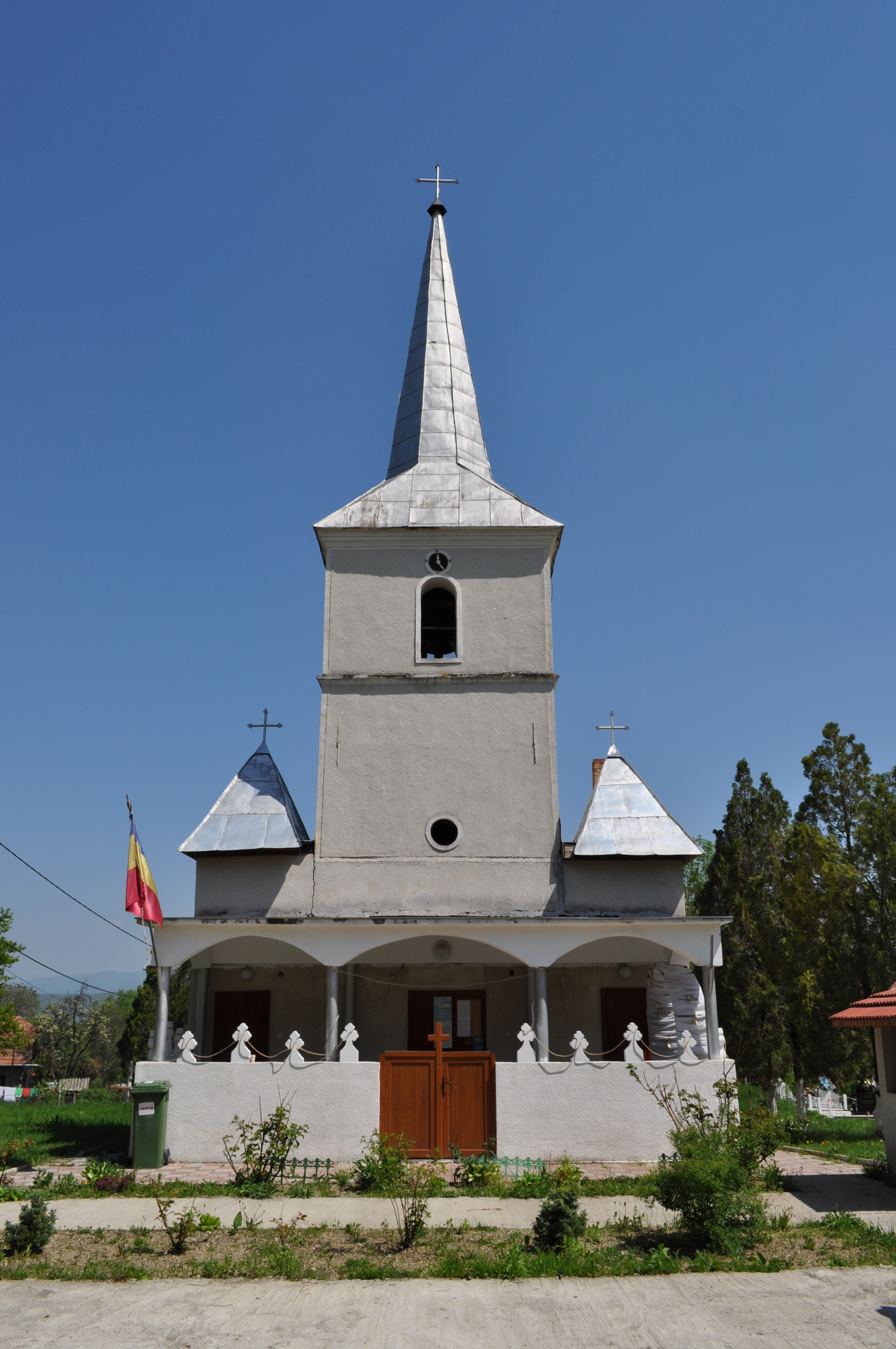
Biserica „Sfântul Ioan Botezătorul”
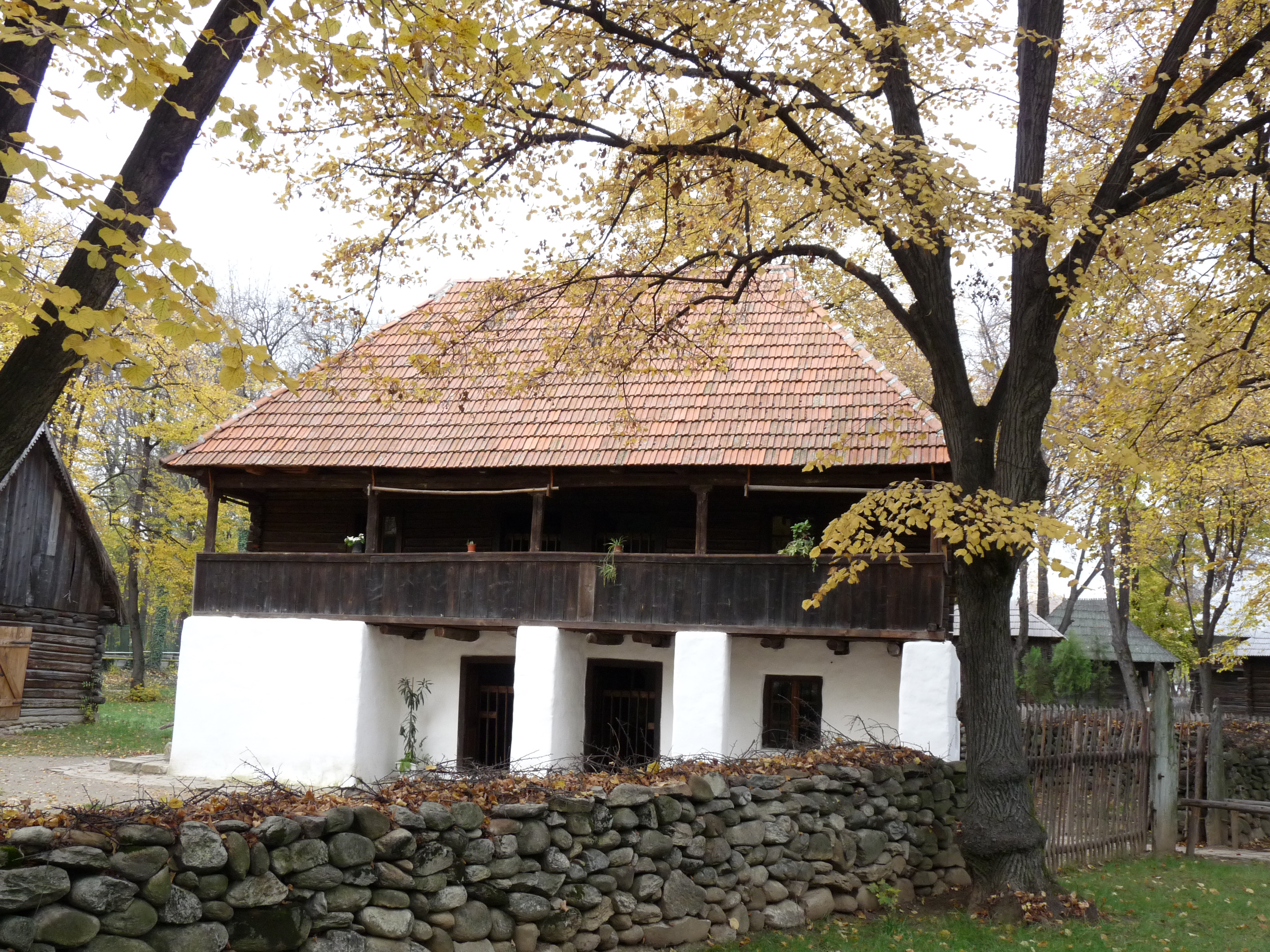
Casă din Clopotiva aflată în Muzeul Satului din București

## Personalități
- Ioan Pătruc (1884 - 1952), deputat în Marea Adunare Națională de la Alba Iulia 1918
- Toader Tomoni (1882 - 1967), delegat în Marea Adunare Națională de la Alba Iulia 1918